# Anathallis steinbuchiae
Anathallis steinbuchiae är en orkidéart som först beskrevs av Germán Carnevali och Gustavo Adolfo Romero, och fick sitt nu gällande namn av Carlyle August Luer. Anathallis steinbuchiae ingår i släktet Anathallis och familjen orkidéer. Inga underarter finns listade i Catalogue of Life.